# 博杰普尔

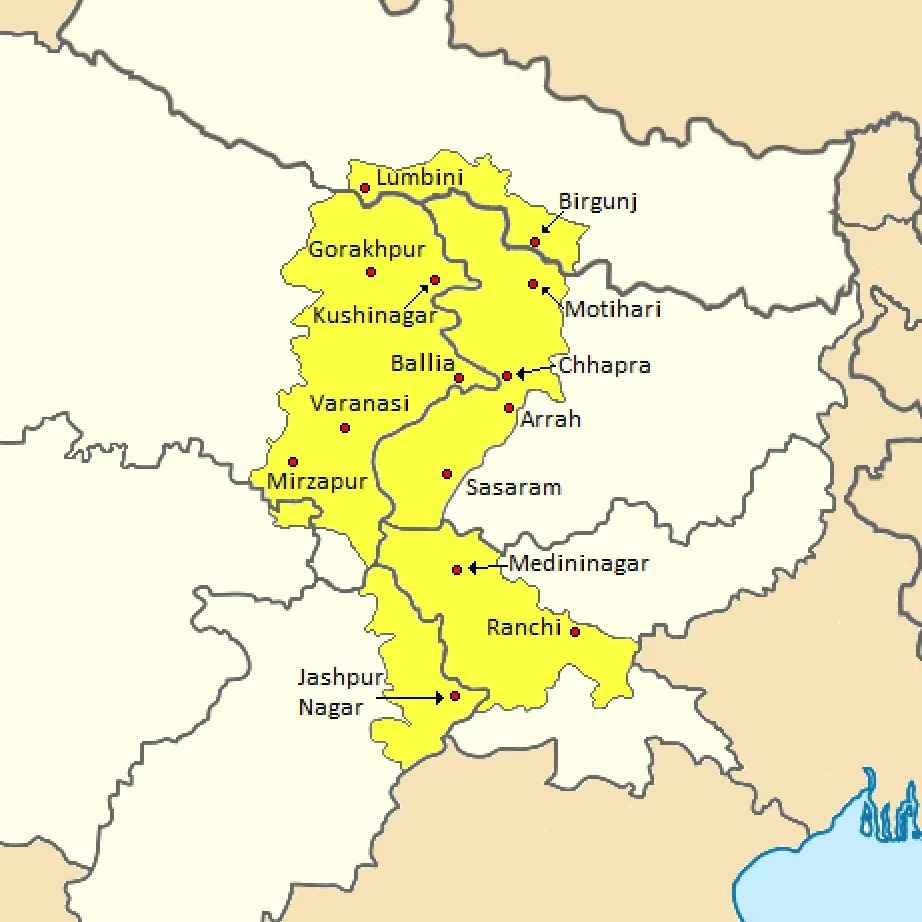

博杰普尔，印度次大陆的文化分区，使用博杰普尔语，涵盖印度比哈尔邦、北方邦、贾坎德邦，及尼泊尔马德西省、甘达基省、蓝毗尼省，以印度教圣城瓦拉纳西为中心。
博杰普尔地区人口稠密，种姓社会根基深重，也是经济较为落后的地区。由于海外的博杰普尔外劳，在千里達及托巴哥、牙买加、圭亚那、蘇利南、斐濟、毛里求斯、南非均可见到博杰普尔的文化习俗。日神节和难近母节是博杰普尔人最重视的节日。
博杰普尔地区包括如下区划：
- 比哈尔邦：波杰布尔县、布克薩爾縣、开姆尔县、罗赫达斯县、薩蘭縣、錫萬縣、戈巴尔根杰县、西查姆帕蘭縣、東查姆帕蘭縣
- 北方邦：昌達烏利縣、加茲布爾縣、江布爾縣、瓦拉納西縣、迪奧里亞縣、戈勒克布爾縣、拘尸那揭羅縣、馬哈拉吉甘傑縣、阿泽姆格尔县、巴利亞縣、馬烏縣、米爾扎布爾縣、聖拉維達斯那加爾縣、松巴得拉縣、聖卡比爾那加爾縣、錫達特那加爾縣、伯斯蒂縣
- 贾坎德邦：帕拉木县、加瓦县
- 尼泊尔：马德西省、蓝毗尼省